# خيارات ثنائية

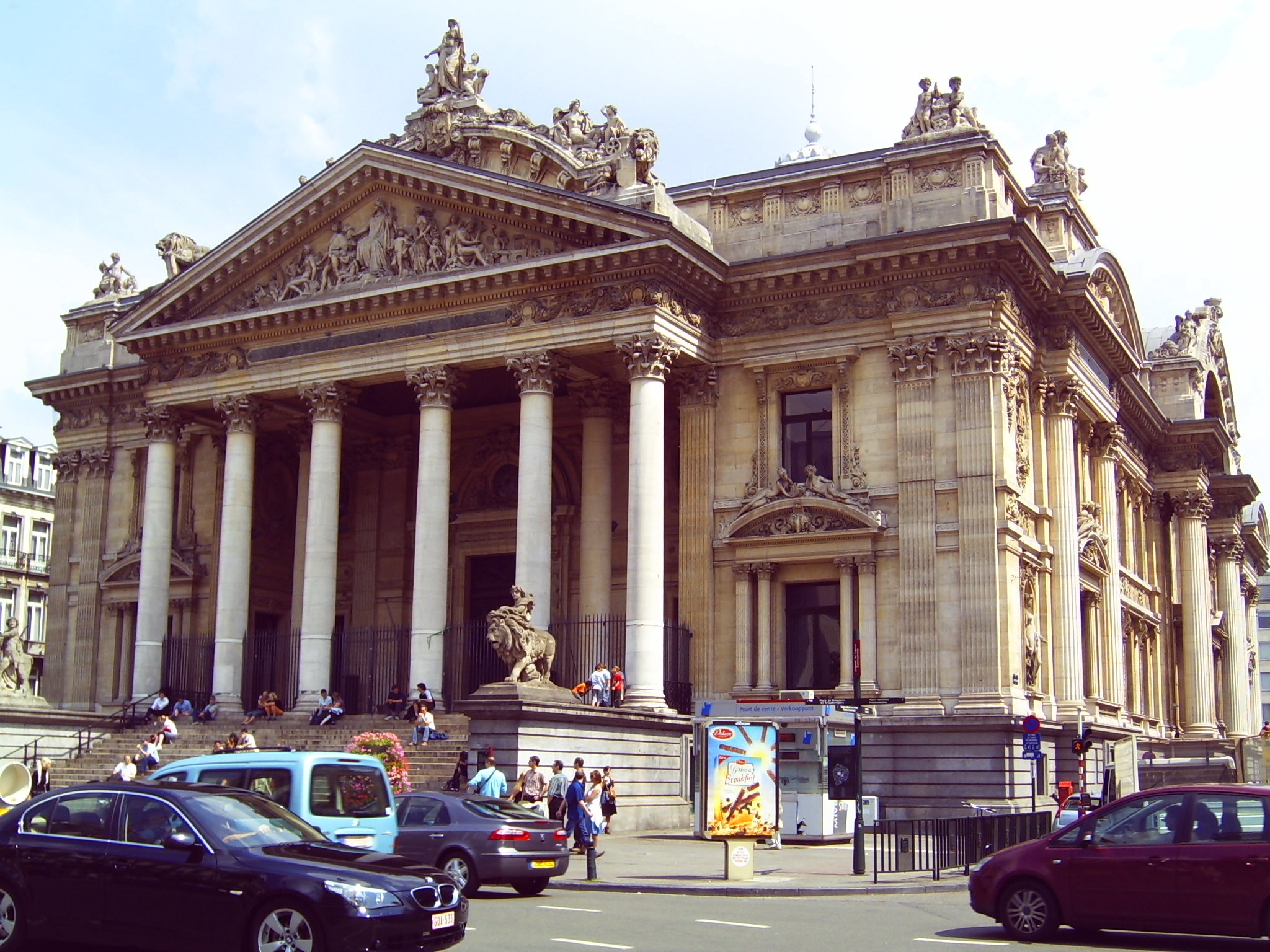

الخيارات الثنائية هي طريقة من طرق تداول صكوك الأموال، وتعتبر صنفاً من المشتقات المالية. يُصنف تحت بند الخيارات الغريبة، يكون فيه العائد إما مبلغاً نقدياً ثابتاً أو لا شيء. تسمى أيضًا بـالخيارات الرقمية (أكثر شيوعاً في أسواق الفوركس)، وخيارات العائد الثابت (FROs) في البورصة الأمريكية.
قَد تُستخدم الخيارات الثنائية في تسعير الأصول، إلا أنها عرضة للتزوير في طلباتها، وبالتالي فهي محظورة من قبل العديد من السلطات القضائية، باعتبار التلاعب بالأسعار شكل من أشكال المقامرة. تم الكشف عن العديد من أسواق صرف الخيارات الثنائية باعتبارها احتيالية. تُعتبر الخيارات الثنائية نوع استثماري «عالي المخاطر» من قبل المفوضية الأسترالية للأوراق المالية والإستثمارات.
يقدر مكتب التحقيقات الفيدرالي بأن المحتالين يسرقون 10 مليارات دولار سنوياً في جميع أنحاء العالم.
في 30 يناير 2018، قامت شركة فيسبوك بحظر إعلانات تداول الخيارات الثنائية إضافةً إلى العملات المشفرة. أعلنت جوجل وتويتر عن حظر مماثل في الأسابيع التالية. ثم رفعت فيسبوك الحظر بعد عدة أشهر عن إعلانات الشركات الشرعية على حد تعبيرها، كما قامت جوجل بفعلٍ مماثل.

## كيفية العمل
الخيارات الثنائية تستند إلى اقتراحين، 'نعم' أو 'لا' كإجابة على السؤال: هل سيكون سعر الأصل الحالي أعلى من سعر معين في وقت معين؟"  حيث يقوم المتداولون بتوقع سعر الأصل المُتَداول في المستقبل القريب تبعاً لتحليل مسبق. فإذا اعتقد أحد العملاء أن سعر الأصل الأساسي سييرتفع، فإنه يقوم بشراء الخيار، وإذا اعتقد أن السعر سيقل، فإنه يقوم ببيع الخيار.
في صناعة الخيارات الثنائية، يتم بيع العقود من قبل وسيط إلى عميل من خلال سوق البيع المباشر OTC.

يصف موقع إنفيستوبيديا عملية تداول الخيارات الثنائية في الولايات المتحدة وبالتالي: 
«قد يتم تداول الخيار الثنائي بـ 42.50 دولارًا (سعر العطاء) و44.50 دولارًا (سعر العرض) في الساعة 1 بعد الظهر. إذا قمت بشراء الخيار الثنائي مباشرة فسوف تدفع 44.50 دولارًا، وإذا قررت البيع على الفور بعد ذلك، فستبيع بسعر 42.50 دولارًا.
لنفترض أنك قررت الشراء بسعر 44.50 دولارًا. إذا كان سعر الذهب عند الساعة الواحدة والنصف مساءً أعلى من 1250 دولار، فسينتهي خيارك ويصبح بقيمة 100 دولار. ستحقق ربحًا بقيمة 100 دولار - 44.50 دولارًا = 55.50 دولارًا (بالإضافة للرسوم). وهذا ما يسمى أن «تمتلك المال».
ولكن إذا كان سعر الذهب أقل من 1250 دولار في الساعة 1:30 مساءً، فإن الخيار ينتهي عند سعر 0 دولار. لذلك فستخسر استثمارك البالغ 44.50 دولارًا. وهذا ما يسمى بـ«نفاد المال».

يتقلب سعر العطاء والعرض حتى انتهاء صلاحية الخيار. يمكنك إغلاق مركزك في أي وقت قبل انتهاء الصلاحية، للمحافظة على الربح أو التقليل من الخسارة (مقارنةً بتركها حتى تنتهي صلاحيتها ما يؤدي لنفاد المال).
في الولايات المتحدة، يثبت كل خيار ثنائي على مبلغ 100 دولار أو 0 دولار؛ 100 دولار إذا كان الرهان صحيحًا، و0 إذا لم يكن صحيحًا. 
في صناعة الخيارات الثنائية عبر الإنترنت، حيث تباع العقود من قبل السماسرة بطريقة التداول خارج البورصة، يستخدم نموذج خيار تسعير مختلف. يبيع السماسرة الخيارات الثنائية بسعر ثابت (على سبيل المثال؛ 100 دولار) ويقدمون بعض العائد الثابت ذي نسبة مئوية محددة في حالة تسوية امتلاك المال. يقدم بعض السماسرة أيضًا نوعًا من المكافآت في حالة نفاد المال للعميل الخاسر. على سبيل المثال، من خلال الفوز بمكافأة بنسبة 80%، ومكافأة نفاذ المال بنسبة 5%، وسعر خيار قدره 100 دولار، يكون هناك سيناريوهان ممكنان. تسدد تسوية امتلاك المال ثمن الخيار البالغ 100 دولار والمكافأة البالغة 80 دولارًا. في حالة الخسارة، لا يُرجع سعر الخيار ولكن تُمنح مكافأة نفاد المال البالغة 5 دولارات للعميل.
على المنصات غير الخاضعة للتنظيم، لا يُحتفظ بأموال العميل بالضرورة في حساب موثوق، مثل ما هو مطلوب بموجب التنظيم المالي الحكومي، ولا تُراقب المعاملات من قبل طرف ثالث لضمان العدالة في العملية.
غالبًا ما تعتبر الخيارات الثنائية شكلًا من أشكال المقامرة بدلًا من الاستثمار نظرًا لعواقبها التراكمية السلبية (إذ يتمتع السماسرة بميزات تفوق تلك الخاصة بالمستثمر)، ونتيجة ترويجها على أنها لا تتطلب سوى معرفة ضئيلة أو معدومة بالبورصة. دعا جوردون بيب، في مقال كتبه على موقع «فوربس دوت كوم» في عام 2010، مواقع الخيارات الثنائية بأنها «مواقع مقامرة ببساطة»، وقال إن «هذا النوع من المعاملات يمكن أن يصبح مدمنًا بسرعة ... لا يمكن لأي أحد، بغض النظر عن درجة معرفته، التنبؤ باستمرار بالحالة المالية للأسهم أو السلع خلال فترة زمنية قصيرة».
لاحظ بيب أن الخيارات الثنائية ضعيفة من وجهة نظر المقامرة أيضًا بسبب «الأفضلية» المفرطة للسمسار. دفع أحد المواقع الإلكترونية 71 دولارًا للخيارات الثنائية لكل صفقة ناجحة بقيمة 100 دولار. إذ قال: «إذا خسرت، ستسترجع 15 دولارًا. لنفترض أنك قمت بـ 1000 صفقة وربحت 545 منها. سيكون ربحك هو 38695 دولار. لكن خسائرك الـ455 ستكلفك 38675 دولار. بمعنى آخر، يجب أن تكسب 54.5% من الصفات. فقط للوصول إلى نقطة التعادل».
تحذر لجنة تداول العقود المستقبلية على السلع في الولايات المتحدة من أن «بعض منصات التداول الثنائية على الإنترنت قد تبالغ في تقدير متوسط عائد الاستثمار من خلال الإعلان عن متوسط عائد استثمار أعلى مما يتوقعه العميل نظرًا إلى هيكل العائد».

## التنظيم والاحتيال
كُشف عن كثير من عمليات الاحتيال التي تورط بها «سماسرة» الخيارات الثنائية. في تلك الحالات، لا توجد وساطة حقيقية؛ إذ يراهن العميل ضد السمسار، الذي يدير مكتب بورصة غير قانوني. من الشائع التلاعب ببيانات الأسعار للتسبب في خسارة العملاء. توقف عمليات السحب أو ترفض بشكل منتظم من قبل هذه العمليات؛ إذا كان لدى العميل سبب وجيه لتلقي الدفع، فسيتوقف المشغل ببساطة عن تلقي مكالماته الهاتفية. على الرغم من تداول الخيارات الثنائية في بعض الأحيان في عمليات التبادل المنظمة، لكنها عمومًا غير خاضعة للتنظيم، ويتم تداولها عبر الإنترنت، إضافة إلى أنها عرضة للاحتيال.

### الاتحاد الأوروبي
في 23 مارس 2018، وافقت هيئة الضمانات والأسواق الأوروبية، وهي مؤسسة تنظيم مالي تابعة للاتحاد الأوروبي وهيئة الرقابة الأوروبية الموجودة في باريس، على قواعد مؤقتة جديدة تحظر تسويق الخيارات الثنائية للعملاء بالتجزئة أو توزيعها أو بيعها. 

### أستراليا
حذرت هيئة الضمانات والاستثمارات الأسترالية المستثمرين الأستراليين في 13 فبراير 2015 من شركة أوبتيك، التي تعمل على توزيع خيارات ثنائية غير مرخصة. بدأت هيئة الضمانات والاستثمارات الأسترالية في وقت لاحق في بذل جهد مركز للسيطرة على المزودين غير المرخصين، بما في ذلك مواقع «المراجعة»، والشركات التابعة للسماسرة، ومقدمي الخدمات المدارة في ما يتعلق بمنتجات الخيارات الثنائية. 

### بلجيكا
في أغسطس 2016، حظرت هيئة الخدمات والأسواق المالية في بلجيكا مشاريع الخيارات الثنائية، بناء على المخاوف من انتشار الاحتيال على نطاق واسع.

### كندا
لا توجد شركات مسجلة في كندا لعرض أو بيع الخيارات الثنائية، لذلك لا يسمح بتداول الخيارات الثنائية حاليًا. اقترح المنظمون الإقليميون فرض حظر كامل على جميع خيارات تداول الخيارات الثنائية، بما في ذلك فرض حظر على الإعلانات عبر الإنترنت لمواقع تداول الخيارات الثنائية. أُعلن في 28 سبتمبر 2017 عن فرض حظر تام على تداول الخيارات الثنائية للخيارات ذات مدة الصلاحية الأقل من 30 يومًا.

### فرنسا
في أغسطس 2016، أُعلن عن مشروع قانون سابين الثاني في فرنسا بشأن الشفافية من قبل هيئة الأسواق المالية، الذي يسعى إلى حظر جميع إعلانات المشتقات المالية. ذكرت هيئة الأسواق المالية أنها ستحظر الإعلان عن بعض العقود المالية التخمينية والمحفوفة بالمخاطر للأفراد من خلال الوسائل الإلكترونية. تنطبق الوثيقة على وجه التحديد على الخيارات الثنائية وعلى عقود الفروق والعقود المالية على العملات. يخطط المنظم الفرنسي للتعاون مع السلطات القانونية لحظر المواقع الإلكترونية غير القانونية. يحظر القانون أيضًا جميع أشكال الرعاية والشراكة التي تؤدي إلى الإعلان المباشر أو غير المباشر عن المنتجات المالية التي يشملها. اعتبر مراقبو الصناعة أن هذا الحظر له تأثير على الرياضات ذات الرعاية التجارية مثل أندية كرة القدم الأوروبية. 
حُظرت شركة 24 أوبشن المتمركزة في قبرص من التداول في فرنسا من قبل هيئة الأسواق المالية في وقت سابق من عام 2016. قامت الشركة برعاية لاعب في فنون القتال المختلطة يسمى كونور مكغريغور، والذي روج بدوره للشركة من خلال وسائل التواصل الاجتماعي الخاصة به.

### ألمانيا
تنشر هيئة الرقابة المالية الفيدرالية الألمانية بانتظام تحذيرات عن المستثمرين. في 29 نوفمبر 2018، أعلنت الهيئة أنها تخطط «لحظر تسويق وتوزيع وبيع الخيارات الثنائية لعملاء التجزئة على المستوى الوطني».

### نيوزيلندا
في أبريل 2017، أعلنت هيئة الأسواق المالية النيوزيلندية أن جميع السماسرة الذين يقدمون أدوات استثمار قصيرة الأجل، والتي تثبت في غضون ثلاثة أيام، سيطالبون بالحصول على ترخيص من الوكالة. يهدف هذا إلى شمل الخيارات الثنائية بالإضافة إلى عقود الفرق.